# چیزهای کوچک این‌چنینی
چیزهای کوچک این‌چنینی (به انگلیسی: Small Things Like These) یک فیلم درام تاریخی آماده اکران به کارگردانی تیم میلانتس و نویسندگی اندا والش که بر اساس رمانی به همین نام اثر کلر کیگان در سال ۲۰۲۱ ساخته شده‌است. در این فیلم کیلین مورفی (که به عنوان تهیه‌کننده نیز فعالیت می‌کند)، کیران هایندز و امیلی واتسون به ایفای نقش پرداخته‌اند. 

## داستان
کریسمس ۱۹۸۵ نزدیک است. بیل فرلونگ (کیلین مورفی) فروشنده زغال سنگ است، که به عنوان مردی منصف و سخت کوش از شهر نیو راس ایرلند شناخته می شود، او پدر پنج دختر است. در فلاش بک هایی، بیل دوران کودکی سخت خود را بیاد می آورد که به عنوان پسر یک مادر مجرد جوان و طرد شده از خانواده که خدمتکار خانم ویلسون (میشل فرلی)، یک مالک ثروتمند است.
یک روز او زودتر از آنچه انتظار می رفت، توزیع زغال سنگ را آغاز می کند. هنگامی که او وارد انبار زغال سنگ صومعه محلی میشود، متوجه دختر نوجوانی به نام سارا می شود که در دمای سرد در آلونک محبوس شده است. دختر می گوید باید پنج ماه دیگر در آنجا زایمان کند. بیل سارا را به صومعه می آورد که راهبه ها وانمود می کنند که از او مراقبت می کنند. سارا و بیل به دفتر خواهر مری (امیلی واتسون)، سرپرست صومعه هدایت می شوند. در اینجا، سارا احساس می کند که مجبور است به دروغ ادعا کند که در حال بازی با دختران دیگر در آلونک حبس شده است.
خواهر مری از بیل در مورد خانواده اش می پرسد، زیرا هم همسر بیل و هم دختر بزرگ بیل، در مدرسه ای که راهبه ها اداره می کردند، شرکت می کردند. وی اشاره می کند که اگر او در مورد آنچه دیده است صحبت کند، می تواند دختران کوچکترش را از حضور در مدرسه منع کند. سپس یک کارت کریسمس هدیه "پول نقد" را که روی کارت می نوشته، "آیلین"  به بیل تقدیم می کند. بیل آن را می گیرد و پریشانتر از قبل به خانه برمی گردد و پاکت نامه را به همسرش آیلین (آیلین والش)نمی دهد. بعداً آیلین از بیل در مورد کارت می پرسد، زیرا او با خواهر مری ملاقات کرده است و به او در مورد آن گفته است. بیل پاکت مهر و موم شده را به آیلین می دهد، او متعجب می شود که چرا بیل پاکت را به او نداده است، مساله ای که بیل با گفتن اینکه فراموش کرده تمام میکند.

بیل بعداً به یک میخانه که صاحب آن، خانم کهو است میرود، کهو به بیل توصیه می‌کند به خاطر نفوذ اجتماعی راهبه‌ها، در مورد صومعه و آنچه در جریان است صحبت نکند. یک روز عصر بیل برای خرید یک هدیه کریسمس برای همسرش بیرون می رود و در راه خانه هدیه ای را می بیند که همیشه در کودکی می خواست. سپس تصمیم میگیرد به سمت صومعه برود و آلونک زغال سنگ را باز می کند تا دوباره سارا را پیدا کند. بیل به آرامی او را از آلونک بیرون می آورد و از محوطه صومعه خارج می کند. آنها بی توجه از کنار آشنایان  کامل عبور می کنند و در نهایت دختر بیمار را به خانه اش می برد. بیل از او در کانون خانواده استقبال می کند و در نهایت لبخند می زند تا به او نشان دهد که در امان است.
این فیلم با تقدیم به قربانیان زنان رختشویی دربند صومعه ها از سال 1922 تا 1998 ، پایان می یابد.

## تولید
روزنامه ایرلندی ایندیپندنت در اواخر سال ۲۰۲۲ و اوایل سال ۲۰۲۳ گزارش داد که مکان فیلمبرداری برای فیلمی از این کتاب در نیو راس، شهرستان وکسفورد جستجو شده است. ددلاین هالیوود در مارس ۲۰۲۳ گزارش داد که  تصویربرداری اصلی در حال انجام است،  که انتظار می‌رود فیلمبرداری در کانتی ویکلو به مدت چهار هفته ادامه داشته باشد.